# تيري بلير
تيري بلير (بالإنجليزية: Terry Blair)‏ هو سياسي أمريكي، ولد في 23 نوفمبر 1946 في لا بورت في الولايات المتحدة، وتوفي في 26 يونيو 2014 في دايتون في الولايات المتحدة. حزبياً، نشط في الحزب الجمهوري. وقد انتخب عضو مجلس نواب أوهايو.